# Moorleiche

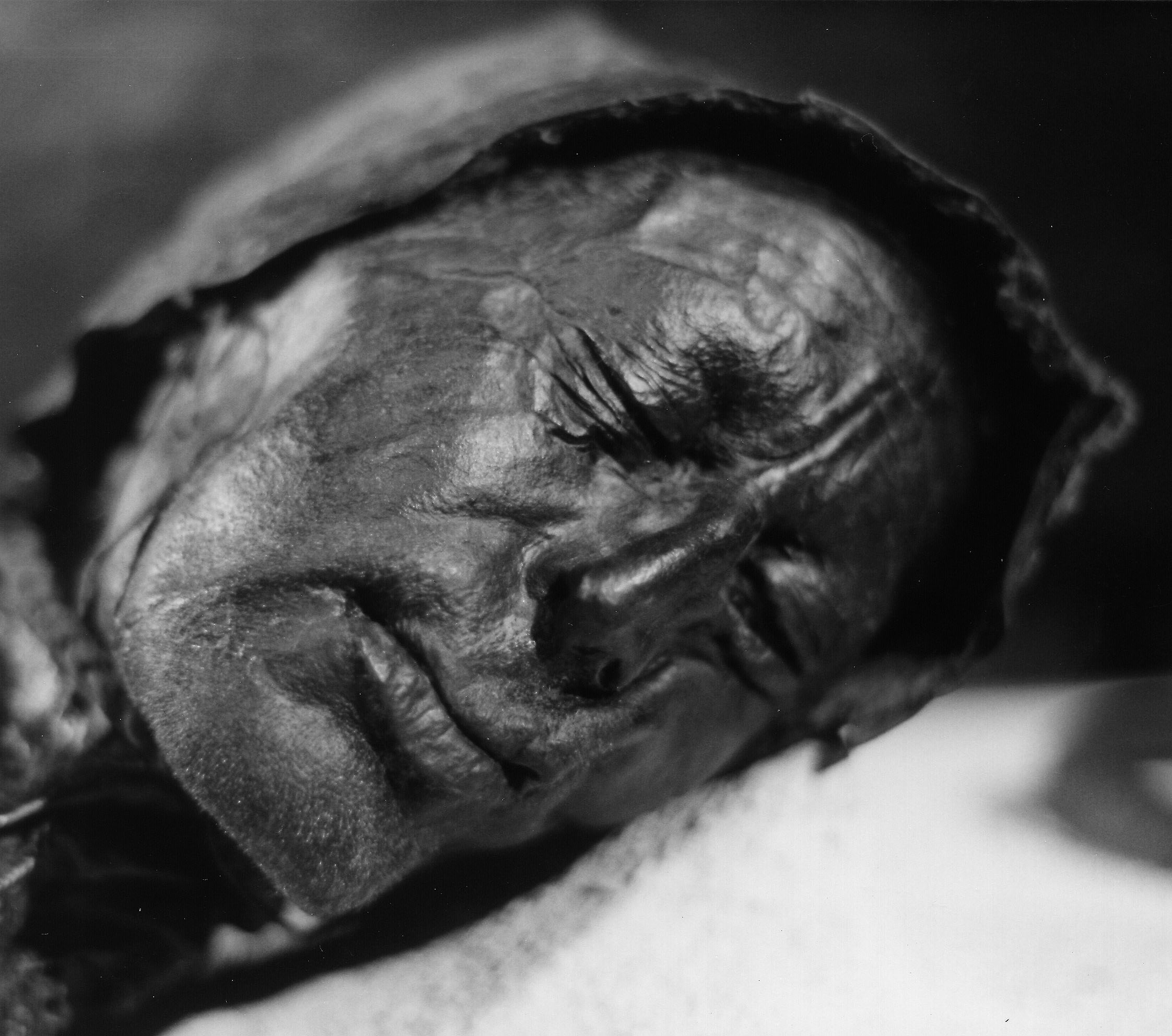
Der Tollund-Mann

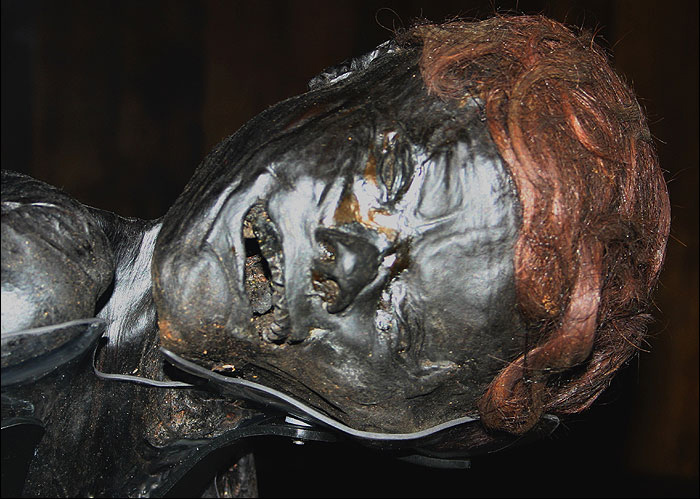
Der Grauballe-Mann, eine Moorleiche aus Dänemark

Als Moorleiche bezeichnet man prähistorische menschliche Überreste, die durch Weichteilkonservierung im sauren Milieu eines Moores sowie durch Sauerstoffabschluss und die Wirkung der Huminsäuren erhalten blieben, während sich die mineralischen Anteile der Knochen auflösten.

## Allgemeines
Moorleichenfunde sind seit Beginn schriftlicher Aufzeichnungen bekannt. Meist wurden die Körper zufällig beim Torfstechen gefunden und von den Findern, oft aus Furcht vor Unannehmlichkeiten, wieder beerdigt oder verscharrt. Nur selten wurden Fachleute hinzugezogen, die die historische Bedeutung der Funde erkannten. Einmal dem schützenden Moor entnommen, trockneten die Körper rasch, verwesten oder verschimmelten, wenn nicht konservierende Maßnahmen ergriffen wurden. Weitere Moorleichen, die bereits in der Obhut von Museen lagen, gingen infolge von Kriegen, Umzügen oder Nachlässigkeiten bei der Aufbewahrung verloren. Aus Europa sind gegenwärtig über 1000 Moorleichen oder deren Teile bekannt. Bis in die frühe Neuzeit wurden Moorleichen, oder Teile von ihnen, gelegentlich zu Mumia verarbeitet und in Apotheken als Arzneimittel verkauft.
Der Begriff Moorleiche für die Fundgattung menschlicher Leichen und Leichenteile aus Mooren wurde 1871 von der holsteinischen Wissenschaftlerin Johanna Mestorf geprägt.
Die Moorbildung setzte in Europa nach der letzten Weichsel-Kaltzeit ein, folglich stammen Funde von Moorleichen aus allen nacheiszeitlichen Zeitepochen von der Steinzeit, deren frühester und sicher datierbarer Fund der Mann von Koelbjerg aus dem 8. Jahrtausend vor Chr. ist, bis in die Gegenwart. Jedoch gibt es eine deutliche Häufung in der nordeuropäischen Eisenzeit des 1. Jahrhunderts vor Chr. bis zum 4. Jahrhundert nach Chr. Die Schwerpunkte ihrer räumlichen Verteilung liegen im gesamten Nordeuropa, hier vor allem in Irland, dem Vereinigten Königreich, in Dänemark, den Niederlanden sowie der Norddeutschen Tiefebene (Niedersachsen und Schleswig-Holstein), wobei auch andere Regionen mit Hoch- oder Niedermooren in Betracht kommen; als Beispiele seien die bayerischen Moorleichen der Frau von Peiting, der Pangerfilze, und der Fundplatz Windover in Florida, USA genannt.
Neben menschlichen Überresten wurden auch immer wieder Körper von Tieren gefunden, wie zum Beispiel von Torfhunden, denen jedoch nur selten besondere Beachtung beigemessen wurde. Diese wurden weder geborgen noch dokumentiert und in den meisten Fällen entsorgt oder mitverarbeitet. Eine Besonderheit ist hier der nahezu vollständig erhaltene Torfhund von Burlage, der eine der wenigen erhaltenen Tiermoorleichen ist.
Moorleichenfunde wie das Mädchen aus dem Uchter Moor, das im Jahr 2000 bei Nienburg fast vollständig geborgen wurde, sind wegen der zunehmenden Mechanisierung im Torfabbau selten geworden. Heute besteht eine hohe Wahrscheinlichkeit, dass Moorleichen mit dem Torf unerkannt abgebaut und damit zerstört werden.

## Konservierung in Mooren
Die im Moor vorhandenen Torfmoose bewirken, dass Moore ein stark saures Milieu besitzen. Dies hat drei verschiedene Effekte auf die Moorleichen. Zum ersten werden durch die Säure die Knochen der Lebewesen fast völlig entkalkt und die Knochenstruktur aufgelöst. Zum zweiten werden durch die Humin- und Gerbsäuren Haut, Gewebe, Haare, Knorpel und Fingernägel gegerbt und somit konserviert. Dabei verändert sich die Farbe und Konsistenz der Organe jedoch sehr stark, sie können bei sehr frisch ausgegrabenen Funden milchig-weiß, über rotbraun bis schwarz, ledrig und vollkommen elastisch reichen. Zum dritten wird durch Säure das Wachstum jener Bakterien gehemmt, die organisches Material wie Fleisch oder Leder zersetzen. Voraussetzung für diese Konservierung ist die sauerstofffreie Lagerung unter der Wasseroberfläche.
Ohne besondere Behandlung trocknen die Funde nach der Entnahme aus dem Moor aus und schrumpfen stark zusammen. Gelangt Luftsauerstoff an den Fund, können Mikroorganismen wie Pilze und Bakterien ihn schnell zersetzen. Um Funde dauerhaft zu erhalten, sind daher umfangreiche Konservierungsmaßnahmen erforderlich. Anfänglich wurden die Funde in Öfen getrocknet oder in Eichenlohe gegerbt, um die durch das Moor begonnene Gerbung abzuschließen. Anschließend mussten die Objekte zur Stabilisierung mit Ölen oder Teeren behandelt werden, was jedoch zu starken, irreversiblen Veränderungen und Verunreinigungen der Funde führte.
Einige wenige Funde wurden feucht aufbewahrt, beispielsweise in Formalinbädern, was aber das Fundmaterial ebenfalls für viele Untersuchungsmethoden unbrauchbar machte. Gegenwärtig werden die meisten Funde kontrolliert gefriergetrocknet, und die zwangsläufige Schrumpfung wird dabei durch eine Durchtränkung mit Polyethylenglykol vermindert. In jüngster Zeit wird versucht, die Funde unter den gleichen Bedingungen zu lagern wie im Moor. Dazu werden sie gekühlt und in Moorflüssigkeit aus der Fundstelle aufbewahrt.

## Wissenschaftliche Bedeutung
Moorleichen bieten aufgrund ihres oft ausgezeichneten Erhaltungszustandes eine einmalige Gelegenheit, Menschen aus der Eisenzeit zu untersuchen. Es kann festgestellt werden, an welchen Krankheiten sie litten, sogar der Mageninhalt kann in Einzelfällen (Tollund-Mann, Grauballe-Mann, Frau von Huldremose) analysiert werden und gibt Aufschluss über den möglichen Todeszeitpunkt. Die meisten Moorleichen, die erkennbar als Menschenopfer sterben mussten, wurden demnach im Spätwinter getötet. Dies ist ein wichtiges Argument, das die Deutung der Moorleichen als Menschenopfer zulässt. Der ausgezeichnete Erhaltungszustand der Weichteile bis hin zu den individuellen Gesichtszügen erlaubt es, einem Menschen der damaligen Zeit „ins Gesicht zu sehen“. Diese Möglichkeit der Begegnung erklärt die Faszination, die Moorleichen auf viele Menschen ausüben.
Untersuchungen durch die kanadische Anthropologin Heather Gill-Robinson in jüngerer Zeit ergaben an den Torfmumien von Schleswig-Holstein im Museum Schloss Gottorf wertvolle Hinweise auf die Ernährungsweise der eisenzeitlichen Bevölkerung. Sie war sehr fleischarm und auch durch völligen Verzicht auf Meerestiere gekennzeichnet. Die Forscherin stellte auch fest, dass einige ältere Moorfunde manipuliert wurden.

### Erforschungsgeschichte

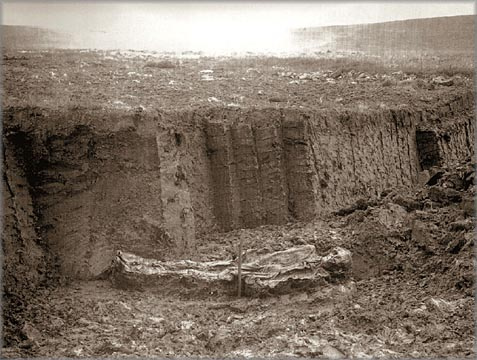
Der Mann von Kragelund von 1898 in Fundlage, die erste Moorleiche, die fotografisch dokumentiert wurde.

Der früheste sichere Hinweis zu einem Moorleichenfund entstammt einer Bauernchronik aus dem Jahre 1640, die von dem Fund eines guterhaltenen Körpers aus dem Schalkholzer Moor in Schleswig-Holstein berichtet. Allerdings wurde dieser Leichnam, wie viele weitere, umgehend wieder bestattet. Die erste wissenschaftliche Bearbeitung eines Moorleichenfundes führte die irische Gräfin von Moira im Jahre 1781 durch. Sie untersuchte die von einem Angestellten übergebenen Haarzöpfe und Kleidungsreste und legte dazu eine ausführliche Publikation in der Zeitschrift Archaeology vor. Bis diese Fundgattung jedoch eine stärkere wissenschaftliche Beachtung fand, dauerte es noch einige Jahrzehnte, und erst in den 1830er Jahren finden Moorleichenfunde ein zunehmendes Interesse in der altertumswissenschaftlichen und anthropologischen Fachwelt. Seit Mitte des 20. Jahrhunderts rücken diese Funde auch stärker in das Interesse weiterer geistes- und naturwissenschaftlicher Fachbereiche, und Funde werden zunehmend auch fachübergreifend bearbeitet.
Zunächst ging die Wissenschaft im späten 19. und frühen 20. Jahrhundert davon aus, dass es sich bei den Moorleichen alleine um Menschen aus den ersten Jahrhunderten um Christi Geburt handelt, die aufgrund germanischer Rechtssitten in das Moor gelangten und deren Vorkommen sich auf ein relativ enges geographisches Gebiet in Mitteleuropa (Britische Inseln, Dänemark, Deutschland und den Niederlanden) beschränkt. Diese Auffassung beruhte vor allem auf den Berichten Tacitus in seiner Germania. Mit der Zunahme wissenschaftlich dokumentierter und untersuchter Funde wurde diese Auffassung revidiert, da diese Leichen aus den verschiedensten Gründen ins Moor gelangten und nahezu alle Zeitepochen umfassen. Entsprechend dem jeweils aktuellen Forschungsstand versuchten Wissenschaftler wie Johanna Mestorf, Hans Hahne und Alfred Dieck die Definition des Begriffes Moorleiche neu zu fassen, ohne jedoch eine allgemein gültige und akzeptierte Definition zu erreichen. Vorwiegend ging es bei dieser Definitionsfrage darum, ob bestimmte Zeitepochen und Deponierungsarten wie Beisetzung, Opferung, Verscharrung, Unfalltod mit ein- oder auszuschließen seien.
Seit dem Beginn der Moorleichenforschung wurden zahlreiche Versuche unternommen, eine komplette Auflistung der europäischen Moorleichenfunde zu erstellen. Durch die teilweise schwierige Quellenlage – viele Fundberichte beruhen nur auf Hörensagen; viele Moorleichen wurden undokumentiert wieder bestattet oder vernichtet, oder ihr Verbleib ist unbekannt – ist eine gesicherte Angabe der genauen Anzahl der Funde unmöglich. Am Beispiel der Forschungsarbeit Alfred Diecks zeigt sich diese Problematik besonders deutlich.

## Deutung

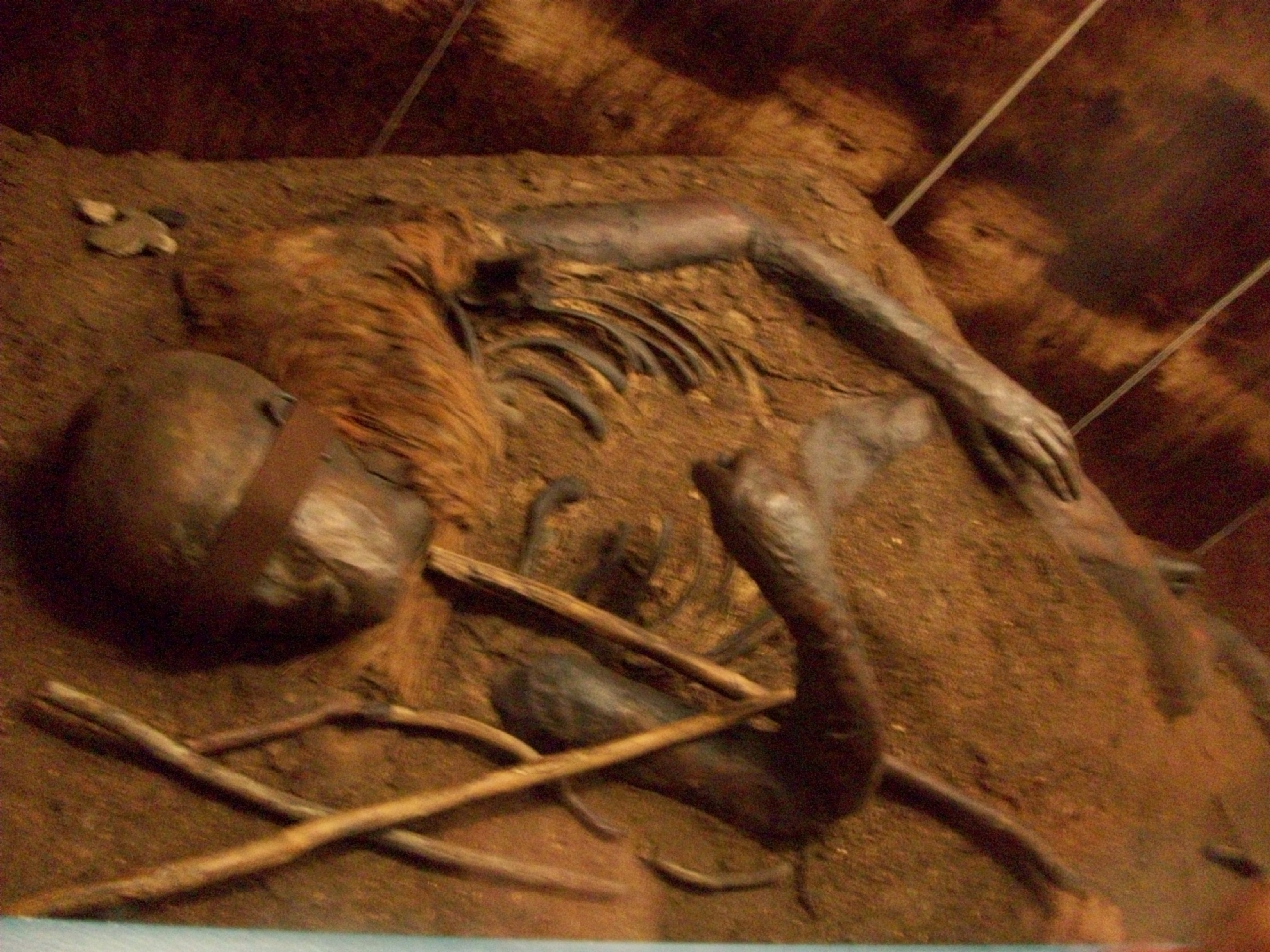
Die Moorleiche Windeby I im Museum Schloss Gottorf ist nach den Untersuchungen von 2006 ein Junge und keine Frau

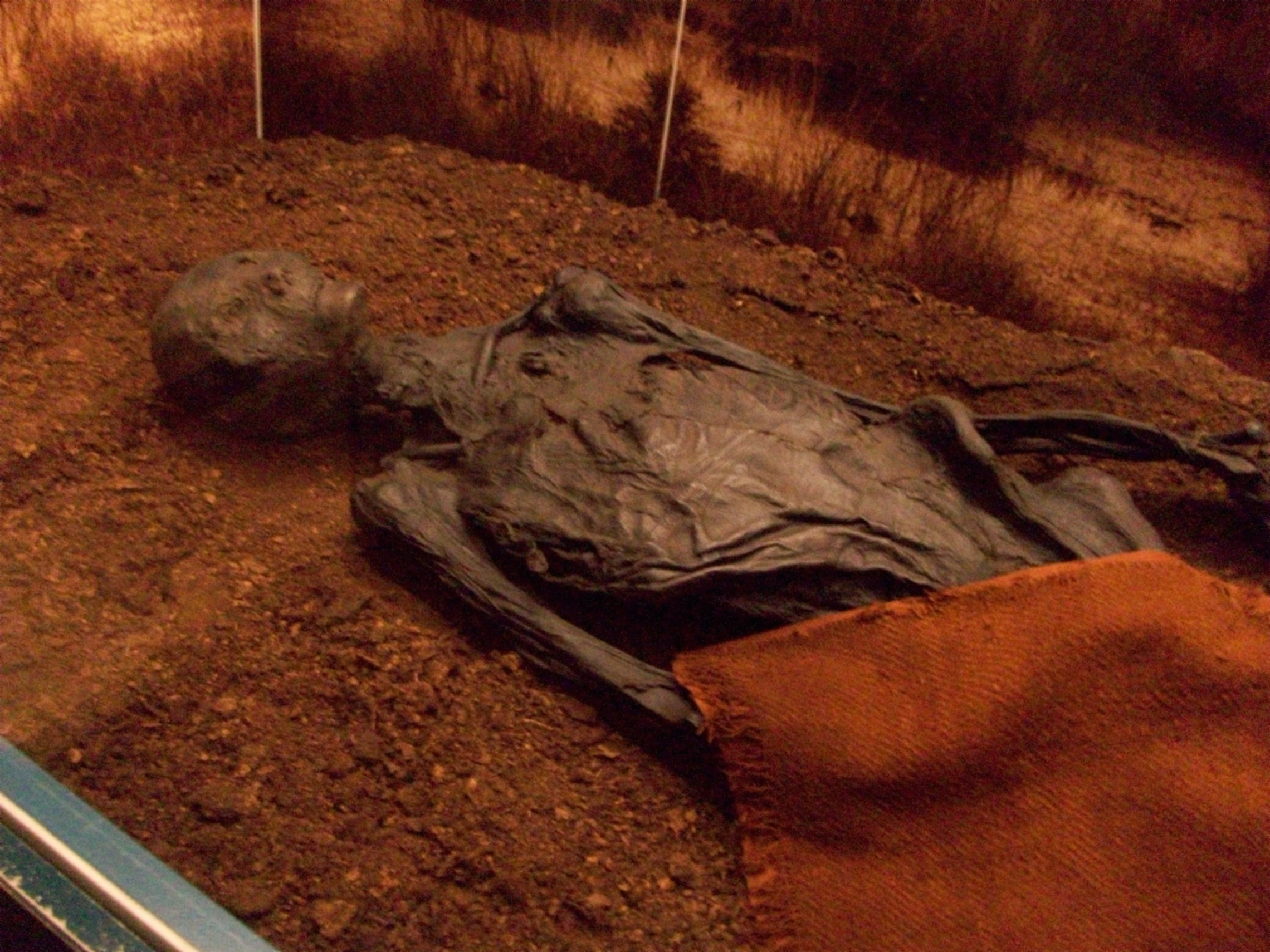
Eine weitere männliche Moorleiche im Archäologischen Museum Schloss Gottorf

Zu den Hintergründen des Vorkommens von Moorleichen gibt es seit Beginn ihrer wissenschaftlichen Erforschung kontrovers geführte Debatten, mit häufig wechselnden Lehrmeinungen. Bis zum Beginn des 20. Jahrhunderts überwog die Vermutung, dass es sich bei den Leichen um Verunglückte handelte, die versehentlich oder aus Unachtsamkeit im Moor ertranken, erfroren oder verhungerten, wie die Fälle der Frau von Fraer Mose, der Mann von Koelbjerg oder der Frau von Luttra nahelegen. Insbesondere die Frau von Fraer Mose wurde ausgestreckt auf dem Bauch liegend gefunden, ein Fuß steckte in einer tieferen Moorschicht fest, wohingegen die knöchernen Überreste der Frau über eine größere Fläche im Moor verteilt lagen, was dafür spricht, dass die Knochen nach der Verwesung durch Wasserbewegungen verlagert wurden. Im frühen 20. Jahrhundert trat die von Herbert Jankuhn aufgestellte Strafopfertheorie zunehmend in den Mittelpunkt der Diskussionen, wonach es sich bei den Leichen um Menschenopfer, Hingerichtete oder geopferte Verbrecher handelte. Diese Theorie baut auf Aussagen des römischen Schriftstellers Tacitus in seinem Werk Germania auf, wonach Germanen bevorzugt im Spätwinter oder frühen Frühjahr Menschenopfer für die Erdgöttin Nerthus darbrachten, und bestimmte Verbrecher, Kriegsscheue und Deserteure durch Versenkung in Sümpfen hingerichtet haben sollen. Diese Theorie wurde in den 1950er Jahren von Peter Vilhelm Glob nach Auffindung der Männer von Grauballe und Tollund bestärkt, die nach damaligem Forschungsstand durch diese beiden Funde bestätigt wurde. Die auffällige Häufung an Moorleichenfunden fällt in die Zeiten der Expansion des Römischen Reiches auf Gebiete der damals noch freien germanischen Stämme. Ob allerdings die Häufung mit dieser Expansion, dem verstärkten politischen Druck und den daraus resultierenden sozialen Unruhen innerhalb der freien germanischen Stämme in einem Zusammenhang stehen, ist Gegenstand von Diskussionen. Vor allem der Fund des Lindow-Mannes führte zur Vermutung, dass dessen Übertötung und Opferung in einem kultischen Zusammenhang mit der römischen Invasion Britanniens stand. Jedoch sind bei weitem nicht alle Moorleichen auf Unfälle, Opferungen oder Bestrafungen zurückzuführen: Es wurden zahlreiche unter natürlichen Umständen gestorbene Personen gefunden, die abseits des üblichen Grabritus im Moor bestattet wurden. Als Beispiele für solche Sonderbestattungen können unter anderen die Frau von Peiting, das Kind von Windeby, das Mädchen von Dröbnitz, oder der Fall des Jan Spieker gezählt werden, die allesamt eine sorgfältige und liebevolle, wenn auch abseits des üblichen Grabritus durchgeführte Bestattung erhielten. Die Hintergründe hierfür können in der Angst vor dem Widergängertum des Toten, über eine Sonderbestattung kulturell oder sozial ausgegrenzter Personen bis hin zu Notbestattungen begründet liegen in Fällen, wo eine reguläre Bestattung ohne größeren Aufwand nicht möglich war. Andererseits könnte bei der Deponierung im Moor auch der Versuch zugrunde liegen, die Erinnerung an den Toten aus dem kollektiven Gedächtnis der Gemeinschaft zu tilgen. Als relativ neue Theorie wird seit den Funden von Cladh Hallan auch eine vorübergehende Deponierung der Leiche im Moor zum Zweck ihrer Konservierung diskutiert, als Gründe hierfür wird eine erst später geplante Trauerzeremonie oder die Präparation des Leichnams für eine weitere Verwendung vorgeschlagen. Insgesamt lässt sich zusammenfassen, dass die Hintergründe für das Vorkommen menschlicher Leichen in Mooren sehr vielschichtig sind und eine einheitliche, allgemeingültige Theorie für deren Vorkommen nicht aufgestellt werden kann. Ausführlicher widmet sich Stefan Burmeister den verschiedenen Theorien und Deutungsversuchen.

### Irische Forschung

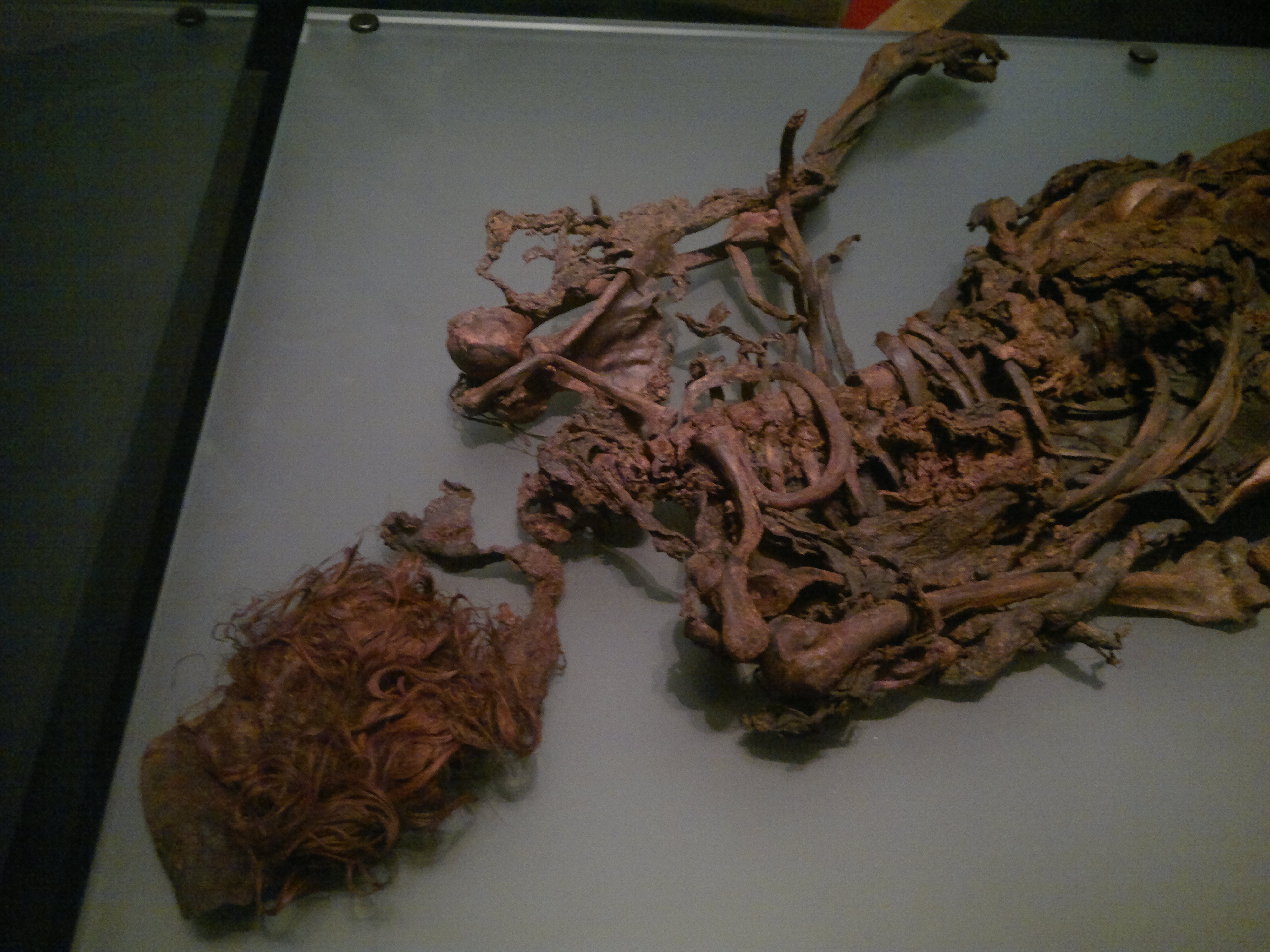
Mann von Baronstown-West

Das National Museum of Ireland hat 2003, nach der Entdeckung der Moorleichen in Oldcroghan, County Offaly und Clonycavan, County Meath ein Forschungsprojekt „Bog Bodies“ gegründet. Die bemerkenswert gut erhaltenen Überreste wurden auf zwischen 400 und 200 v. Chr. datiert. Eine Vielzahl von Analysen, darunter CT und MRT, histologische und pathologische Analysen wurden durchgeführt. Die Ausstellung „Kingship and Sacrifice“ (dt. Königtum und Opfer) gibt einen Überblick darüber und über den kontinentaleuropäischen Kontext. Die Ausstellung basiert auf der Theorie, dass Menschenopfer im Moor mit dem Königtum und bestimmten Ritualen der Eisenzeit zu verbinden sind. Die Forschung hat Materialien gefunden und Handlungen ermittelt, die mit solchen Ritualen verbunden sind. Dazu gehören: Gelage, Grenzmarkierungen, Insignien, Mahlsteine, Moorbutter, Prozessionen und Waffen.
- In die Kategorie der Insignien gehört Kopfschmuck wie die so genannte Petrie-Krone und zwei Hörner von einem Kopfputz aus einem Moor in Runnabehy; zwei Goldringe aus dem Ardnaglug Bog, beides im County Roscommon; ein Umhang aus einem Moor bei Derrykeighan im County Antrim, eine Armbinde aus Ballymahon, County Meath und der Ledermantel des Baronstown-West-Mannes County Kildare.
- Objekte mit Prozessionen zu Pferd oder mit Fahrzeugen umfassen: Trensen und Zaumzeug aus einem Moor bei Attymon im County Galway und ein hölzernes Joch aus einem Moor bei Erriff im County Mayo.
- Zu den Waffen gehören ein Lederschild aus Clonura im County Tipperary, ein Holzschwert aus Ballykilmurray im County Wicklow, Speerspitzen von Lisnacrogher im County Antrim, aus dem Fluss Shannon in Banagher im County Offaly und aus Roodstown im County Louth.

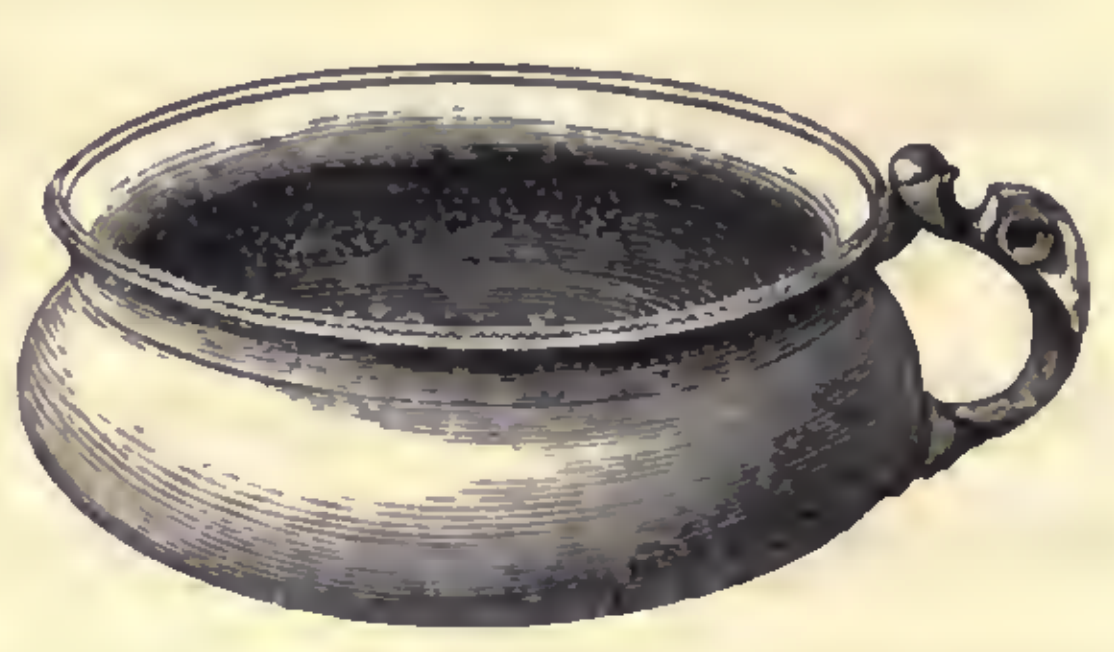
Trinkbecher aus Keshcarrigan

- Zu den Gelagen gehören ein großer Bronzekessel aus Ballyedmond im County Galway, ein Trinkbecher aus Keshcarrigan im County Leitrim und Holzschalen aus Magheran im County Donegal und Emlaghmore im County Roscommon.
- Anthropomorphe Holzschnitzereien aus Ralaghan im County Cavan und Corlea im County Longford scheinen als Grenzmarkierungen gedient zu haben.
- Hölzerne Fässer mit Moorbutter wurden bei Rosberry, County Kildare und in der Umgebung vom Barronstown Westen Mann gefunden. Diese Objekte werden mit der Einweihung eines neuen Königs verbunden und scheinen an den Reichsgrenzen als Erklärung neuer Souveränität des Königs begraben worden zu sein.

### Übertötung
Der Old-Croghan-Mann starb zwischen 362 und 175 v. Chr. und der Clonycavan-Mann zwischen 392 und 201 v. Chr. Sein Haar war mit Kiefernharz (einem sehr frühen Haar-Gel) versetzt. Die Bäume, aus denen das Harz stammt, wuchsen damals nur in Spanien und im Südwesten Frankreichs. Beide Männer waren auf grauenhafte Weise getötet worden, was auf Ritualmorde deutet. Der-Old Croghan-Mann hatte Löcher in den Oberarmen, durch die ein Seil aus Haselruten gefädelt war. Er wurde erstochen und seine Brustwarzen in Scheiben geschnitten. Auch der Clonycavan-Mann wurde übertötet. Er war ausgeweidet worden und hatte Spuren von drei Axthieben auf dem Kopf und einen auf dem Körper. Diese Brutalität ist nicht auf irische Moorleichen beschränkt und hat sich auch an den Überresten des Lindow-Mannes aus Cheshire gezeigt. Ihm wurde der Schädel eingeschlagen, er wurde erdrosselt und seine Kehle war durchschnitten.
Die Gründe für diese Übertötungen sind ungewiss, aber Ned Kelly hat eine Theorie. Er glaubt, dass die Männer gescheiterte Könige oder Kandidaten des Königtums waren, die getötet und in Mooren versenkt wurden, die die Stammesgrenzen bildeten. Sowohl dem Clonycavan als auch dem Old-Croghan-Mann waren die Brustwarzen zerschnitten worden. Das Saugen an eines Königs Brustwarzen war im alten Irland die Geste der Unterwerfung. Ihre Zerstörung machte ihn unfähig, das Königtum (weiter) auszuführen. Die Moorleichen dienten wahrscheinlich als Opfer für die Göttin. 
Aktuellere Untersuchungen, insbesondere an dänischen Moorleichen, legen jedoch nahe, dass früher diagnostizierte Übertötungen kritisch zu betrachten sind und sich in vielen Fällen durch neuere Untersuchungsergebnisse widerlegen ließen. Häufig wurden Verletzungen oder Frakturen früher als prämortem gedeutet, die sich aktuell als post mortem darstellen. Insgesamt scheint die Zahl der Übertötungen geringer anzusetzen zu sein als bisher angenommen.

### Geschlechtergeschichtliche Bezüge
Für die germanischsprachigen gentes der römischen Kaiserzeit bedeutete das Moor ein Grenzgebiet zwischen menschlicher und göttlicher Welt, daher fanden dort viele rituelle Opferdarbringungen statt. Tacitus berichtet im 12. Kapitel seiner Germania über verschiedene Hinrichtungspraktiken bei den östlich des Rheins und nördlich der Donau siedelnden germanischsprachigen Völkerschaften. Demzufolge seien ignavi („Feiglinge“), imbelles („Kampfunwillige“) und corpore infames (persönlich freie Männer, die Tacitus zufolge im Rahmen gleichgeschlechtlicher Kontakte die sexuell passive Rolle einnahmen) durch Versenken im Moor bestraft worden. Tacitus schreibt hierzu (Germania 12,1): „proditores et transfugas arboribus suspendunt, ignavos et imbelles et corpore infames caeno ac palude, iniecta insuper crate, mergunt.“ (Verräter und Überläufer knüpfen sie auf den Bäumen auf, Feiglinge, Kriegsscheue und körperlich Geschändete versenken sie im Schlamm und Sumpf und werfen noch Flechtwerk darüber)
Den Ergebnissen der aktuellen Moorleichenforschung zufolge scheint es sich bei der entsprechenden Passage innerhalb der Germania des Tacitus (Germania 12,1–2) jedoch um einen Bestandteil der Interpretatio Romana zu handeln, d. h. um einen Vergleich römischer Verhältnisse mit solchen bei germanischsprachigen Völkern bzw. um eine Übertragung römischer Sexualvorstellungen auf die angebliche Rechtspraxis bei den Einwohnern des rechtsrheinischen Barbaricums. Hierfür sprechen folgende Hinweise:
- Die mehreren hundert untersuchten Moorleichen stammen nicht nur aus mehreren Jahrtausenden, sondern lassen sich zudem nicht auf den geographischen Bereich der Germania libera bzw. Südskandinaviens eingrenzen.[12]
- Unter den Moorleichen befindet sich eine größere Anzahl von Frauen- und Kinderleichen, die zwar durch die numerische Anzahl der männlichen Leichname überwogen wird, deren Existenz jedoch trotzdem in Abweichung zum taciteischen Bericht steht, der das Versenken von Personen im Moor nur als Strafpraxis in Bezug auf Männer kennt.[13]
- Der eigentlich für diese Frage relevanten Gruppe der in situ Ertränkten lassen sich mit Bestimmtheit so gut wie keine der gefundenen Moorleichen direkt zuweisen, zumal viele der Leichname zuvor auf andere Art und Weise – wie beispielsweise durch Erdrosseln oder Hängen[14] – getötet wurden, was ebenfalls im Gegensatz zum Bericht des Tacitus steht. Es ist daher nach dem Stand der gegenwärtigen Moorleichenforschung nicht mehr möglich, eine der vorgefundenen Gruppen von Moorleichen mit Sicherheit mit der Schilderung des römischen Historiographen in Germania XII, 1-2 in Verbindung zu bringen.[15]
- Hinzu kommt, dass Tacitus bei der Abfassung der Germania von der vermutlichen Intention geleitet wurde, das vermeintliche Sexualleben der Germani im Sinne der altrömischen Vorstellungen von mos maiorum und virtus als von scheinbarer Einfachheit geprägt darzustellen, um durch eine solche Topik zumindest indirekte Kritik an dem von ihm als „üppig“ wahrgenommenen sexuellen Verhalten seiner Zeitgenossen aus der römischen nobilitas üben zu können. Da gleichgeschlechtliches Sexualverhalten unter Männern in Rom als Signum von ebendieser „Üppigkeit“ galt, passte es nicht in das taciteische „Germanenbild“.[16]
- Innerhalb der Gesamtheit der gefundenen Moorleichen können einige dieser Funde dennoch als nach einem konkreten Ritus im Moor versenkt angesehen werden. Da sich aber in vielen Fällen nicht eindeutig nachweisen lässt, ob es sich bei den vermutlich nach einem bestimmten Ritus versenkten Personen um einen Opferritus, einen Rechtsritus oder eine Kombination aus beiden dieser Faktoren handelt, zudem ein Großteil der im Moor versenkten Leichen wahrscheinlich als Opfer an die Götter anzusehen sein dürfte,[17] muss eine abschließende Beantwortung der Frage, inwiefern bei den germanischsprachigen Völkerschaften des späten ersten Jahrhunderts Menschen parallel dazu im Rahmen einer Strafrechtspraxis durch Versenken im Moor hingerichtet wurden, offenbleiben, obwohl die Ansicht, Strafvollzug habe bei einigen der vorgefundenen Moorleichen vorgelegen, von manchen Forschern in der Tat vertreten wird.[18] Unklar bleibt dann aber nach wie vor, ob bezüglich der möglicherweise infolge des Strafvollzugs versenkten Männer eines der von Tacitus erwähnten Delikte (z. B. Feigheit = ignavi) zutrifft, ein anderes jedoch nicht. Somit ließe sich eine innere kulturgeschichtliche Kohärenz der Aussage des Tacitus, sich sexuell passiv verhaltende, gleichgeschlechtlich agierende Männer seien von den Bewohnern der Germania libera im Moor versenkt worden, nicht mehr verifizieren.[19]

Spätere griechische und römische Autoren berichten im Gegensatz zu Tacitus davon, dass bestimmte Erscheinungsformen gleichgeschlechtlichen Sexualverhaltens bei einigen germanischsprachigen gentes verbreitet gewesen seien und zumindest toleriert wurden; so an der Wende vom zweiten zum dritten Jahrhundert n. Chr. Sextus Empiricus mit Blick auf die germanischsprachigen Völker in generalisierender Weise, in der zweiten Hälfte des vierten Jahrhunderts Ammianus Marcellinus hinsichtlich des Volkes der Taifalen sowie im sechsten Jahrhundert Prokopios von Caesarea bezüglich der Heruler. Die neuere historische Forschung nimmt demzufolge an, dass gleichgeschlechtlichen Sexualbeziehungen wenigstens bei einigen germanischsprachigen gentes der römischen Kaiserzeit und der Völkerwanderungsepoche die Funktion eines Initiationsritus der Jungmannschaft zugekommen sei (z. B. bei den Taifalen) oder dass solche Verhaltensmuster im Rahmen männerbündisch organisierter Gefolgschaftsverbände endemisch verbreitet waren. Damit geht konform, dass kriminelle Strafen bezüglich gleichgeschlechtlichen Sexualverhaltens unter Männern in den meisten germanischen Rechtsquellen der Völkerwanderungszeit fehlen. Eine gleichgeschlechtliches Sexualverhalten verurteilende Rechtsnorm taucht zwar in der zur Regierungszeit Alarichs II. erlassenen Lex Romana Visigothorum (506 n. Chr.) auf, doch ist diese Strafandrohung eindeutig durch die Rezeption des zeitgenössischen römischen Rechts, namentlich des Codex Theodosianus, bestimmt. Zudem hatte die Lex Romana Visigothorum nur für die romanischsprachige Bevölkerung des Westgotenreiches Geltung, während der einige Jahrzehnte ältere Codex Euricianus, der für die gotischsprachigen Einwohner des regnum Visigothorum in Geltung war, parallel zur fränkischen Lex Salica sowie zu den Rechten der Burgunder, Langobarden, Angelsachsen etc., keinerlei Hinweise auf irgendeine strafrechtliche Verfolgung gleichgeschlechtlichen Sexualverhaltens erkennen lässt. Die durch Salvianus von Marseille für die Regierungszeit König Geiserichs in Nordafrika erwähnten sexualstrafrechtlichen Maßnahmen der vandalischen Führungsschicht gegen die sogenannten viri molles dürften sich auf spätantike Transvestiten unter der provinzialromanischen Bevölkerung Karthagos beziehen, vermutlich jedoch nicht auf gleichgeschlechtliche Verhaltensweisen vandalischer Männer, zumal Prokopios von Caesarea in seinem im sechsten Jahrhundert entstandenen „Bellum Vandalicum“ davon berichtet, die in Nordafrika lebenden Vandalen hätten aphrodisia panta („sämtliche Formen geschlechtlicher Liebe“) praktiziert.

## Abgrenzung
Moorleichen sind zu trennen von Funden im Moor aus der Zeit der jüngeren Trichterbecherkultur wie in Dagsmose, Døjringe, Føllenslev, Gemeindeberggasse, Sigersdal und Sludegard Mose, alle in Dänemark, die aus Leichenteilen bestehen (zumeist Schädeln) und als Mooropfer anzusehen sind.

## Bekannte Moorleichen

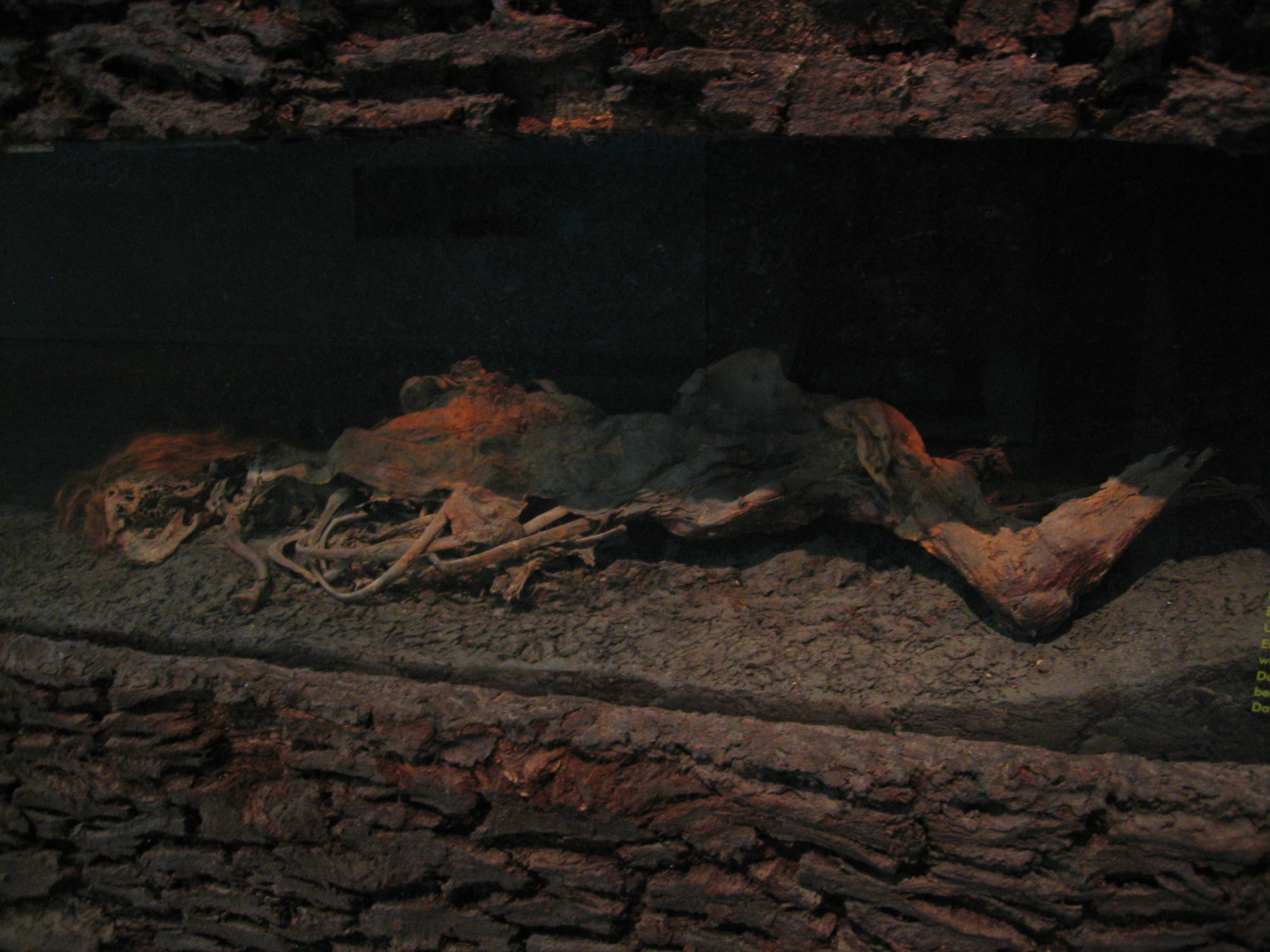
Der Mann aus Jührdenerfeld

Auswahl weiterer, im Text nicht genannter Moorleichen:
- Moorleichen von Windover: Die archäologische Fundstelle in Florida zählt mit den seit 1982 geborgenen 168 Moorleichen aus dem 6. Jahrtausend v. Chr. zu den bedeutendsten archäologischen Moorfundkomplexen weltweit.
- Stoneyisland-Mann: Irlands älteste bekannte Moorleiche, datiert auf 3350–3220 v. Chr.
- Old-Croghan-Mann: Mit geschätzten 198 cm die größte bisher gefundene historische Person, gefunden 2003 in Irland.
- Mann aus Hogenseth: Die 1920 in Niedersachsen gefundene Leiche wurde ohne wissenschaftliche Untersuchung wieder vergraben und gilt als verschollen.
- Mädchen von Yde: Bekannteste Moorleiche der Niederlande, datiert auf 40 v. Chr. bis 50.
- Mann von Bernuthsfeld: Eine aus dem späten 7. oder frühen 8. Jahrhundert stammende Moorleiche, die im Jahre 1907 im Moor Hogehahn bei Tannenhausen im Landkreis Aurich/Ostfriesland gefunden wurde. Erwähnenswert die außerordentlich gut erhaltene wollene Bekleidung des Mannes.
- Moorleiche von Lindow I (auch Frau von Lindow): Ein Kopf, den die britische Polizei 1983 zunächst einem rezenten Mordfall zuschrieb und der den Mordverdächtigten zu einem Geständnis veranlasste.
- Mädchen aus dem Bareler Moor: Es handelt sich hierbei um den frühesten Fund einer Moorleiche, von der noch Teile des Körpers vorhanden sind. Die Leiche wurde 1784 in Niedersachsen gefunden.
- Amcotts Moor Woman: Ein Fund von 1747, von dem nur noch der linke Bundschuh vorliegt.
- Bockstensmann: Schwedens bekannteste Moorleiche, datiert auf 1230–1430.
- Moorleiche von Tumbeagh: Erste Moorleiche, die 1998 bei einer planmäßigen archäologischen Ausgrabung entdeckt wurde.
- Moorleiche von Windeby I (früher als Mädchen von Windeby bekannt, nach neuesten Untersuchungen von 2006 ein Junge), gefunden 1952
- Mann von Windeby (offiziell Moorleiche von Windeby II), gefunden 1952

## Weitere Funde
- Faddan More Psalter
- Moorbutter – An verschiedenen Stellen, vor allem in Irland und Schottland wurde konservierte Butter im Moor gefunden

### Grundlegende Werke
- Thomas Brock: Moorleichen. Zeugen vergangener Jahrtausende. In: Archäologie in Deutschland, Sonderheft. Theiss, Stuttgart 2009, ISBN 978-3-8062-2205-0.
- Wijnand van der Sanden: Mumien aus dem Moor. Die vor- und frühgeschichtlichen Moorleichen aus Nordwesteuropa. Batavian Lion International, Amsterdam 1996, ISBN 90-6707-416-0 (niederländisch, Originaltitel: Vereeuwigd in het veen. Übersetzt von Henning Stilke, Aktuelle Übersicht zur Moorleichenforschung).
- Peter Pieper: Moorleichen. In: Heinrich Beck, Dieter Geuenich, Heiko Steuer (Hrsg.): Reallexikon der Germanischen Altertumskunde. Band 20. de Gruyter, Berlin / New York 2001, ISBN 3-11-017164-3, S. 222–229.
- Michael Gebühr: Moorleichen in Schleswig-Holstein. Hrsg.: Verein zur Förderung des Archäolog. Landesmuseums e. V., Schloß Gottorf. Wachholtz, Neumünster 2002, ISBN 3-529-01870-8.
- P. V. Glob: Die Schläfer im Moor. Winkler, München 1966 (dänisch, Originaltitel: Mosefolket. Übersetzt von Thyra Dohrenburg, Grundlegende Arbeit über Moorleichen und ihre Deutung als Menschenopfer).

### Weiterführende Literatur
- Miranda Aldhouse Green: Menschenopfer – Ritualmord von der Eisenzeit bis zum Ende der Antike. Magnus, Essen 2003, ISBN 3-88400-009-8.
- Melanie Giles: Worsley Man: Manchester’s bog head. In: Bog bodies: Face to face with the past. Manchester University Press, Manchester 2019, ISBN 978-1-5261-5019-6 (englisch, manchesteropenhive.com [abgerufen am 26. Dezember 2020]).
- Herbert Jankuhn: Nydam und Thorsberg. Moorfunde der Eisenzeit. Wegweiser durch die Sammlung. Hrsg.: Schleswig-Holsteinisches Landesmuseum für Vor- und Frühgeschichte in Schleswig. Nr. 3. Neumünster 1962.
- Allan A. Lund: Kritischer Forschungsbericht zur Germania des Tacitus (Teile I – IV, Teil V: Bibliographische Übersicht über Germania-Editionen und – Kommentare aus den Jahren 1880 bis 1989 unten S. 2341–2344), in: Haase, Hans (Hrsg.): Aufstieg und Niedergang der römischen Welt (ANRW). Geschichte und Kultur Roms im Spiegel der neueren Forschung, Teil II: Principat, Band 33, 3: Sprache und Literatur (Allgemeines zur Literatur des zweiten Jahrhunderts und einzelne Autoren der trajanischen und frühhadrianischen Zeit), Berlin, New York 1991, S. 1989–2222.
- Allan A. Lund: P. Cornelius Tacitus. Germania (Wissenschaftliche Kommentare zu griechischen und lateinischen Schriftstellern), Heidelberg 1988.
- Allan A. Lund: Versuch einer Gesamtinterpretation der 'Germania' des Tacitus, mit einem Anhang: Zur Entstehung und Geschichte des Namens und Begriffs Germani. In: Haase, Hans (Hrsg.): Aufstieg und Niedergang der römischen Welt (ANRW). Geschichte und Kultur Roms im Spiegel der neueren Forschung. Teil II: Principat. Band 33, 3: Sprache und Literatur (Allgemeines zur Literatur des zweiten Jahrhunderts und einzelne Autoren der trajanischen und frühhadrianischen Zeit), Berlin, New York 1991, S. 1858–1988.
- Gerhard Mildenberger: Sozial- und Kulturgeschichte der Germanen. Von den Anfängen bis zur Völkerwanderungszeit. Kohlhammer, Stuttgart 1977, ISBN 3-17-004206-8.
- Andreas Mohr: Eheleute, Männerbünde, Kulttransvestiten. Zur Geschlechtergeschichte germanischsprachiger gentes des ersten bis siebten Jahrhunderts, (Europäische Hochschulschriften, Band 1064), Frankfurt am Main 2009, S. 66–82.
- Peter Pieper: Peat bog corpses. In: Andreas Bauerochse, Henning Haßmann (Hrsg.): Peatlands. Leidorf, Rahden/Westfalen 2003, ISBN 3-89646-026-9.
- Johannes van der Plicht, Wijnand van der Sanden, A. T. Aerts, H. J. Streurman: Dating bog bodies by means of 14C-AMS. In: Journal of Archaeological Science. Band 31, Nr. 4, April 2004, ISSN 0305-4403, S. 471–491, doi:10.1016/j.jas.2003.09.012 (englisch, ub.rug.nl [PDF; 388 kB; abgerufen am 2. Juni 2010]).

### Kinder- und Jugendsachbücher
- Renate Germer: Mumien aus aller Welt. In: Was ist was. Band 84. Tessloff, Nürnberg 2006, ISBN 3-7886-0424-7.
- Charlotte Wilcox: Mummies, bones & body parts. Carolrhoda Books, Minneapolis 2000, ISBN 1-57505-428-0 (englisch).
- James M. Deem: Bodies from the Bog. Houghton Mifflin, Boston 1998, ISBN 0-618-35402-6 (englisch).